# Kösem Sultan
Na splošno naj bi bila Kösem grškega izvora, [11] hči duhovnika na otoku Tinos, katere dekliški priimek je bil Anastazija, [12] [13] [14], vendar se ta stališča ne zdijo zanesljiva. [1] Kot suženj jo je kupil bosanski Beylerbey in jo pri petnajstih letih poslal v [harem] sultana Ahmeda I. Po spreobrnjenju v islam je bilo njeno ime spremenjeno v Mahpeyker ("Moon-Faced" v perzijščini , kar pomeni "lepo"), [15] in kasneje sultan Ahmed I do Kösema, [16] pomeni "vodja črede", kar kaže na Kösemovo vodstvo in politično inteligenco.
Haseki Sultan, cesarska soproga
Kösem se je začel uveljavljati že v začetku Ahmedove vladavine kot del vrste sprememb v hierarhiji cesarskega harema. Safiye Sultan, nekdaj močna Ahmedova babica in upravnica harema, je bila odvzeta oblasti in izgnana v Staro palačo (Eski Saray) januarja 1604, Handan Sultan, Ahmedova mati in Valide Sultan, pa je umrla novembra naslednjega leta. Ta dva prosta delovna mesta sta Kösem omogočila, da se je povzpela na vrh hierarhije cesarske hareme s svojega prejšnjega položaja kot sultanova druga ali tretja priležnica. [5]
Kot hasekijski sultan Ahmeda I je Kösem veljal za njegovo najljubšo soprogo in je rodil veliko njegovih otrok. [5] V času, ko je bila haseki sultan, je prejemala 1.000 aspers na dan. [17] Kot mati številnim princesam je imela pravico dogovarjati o njunih porokah, ki so bile v politično korist. [5] Beneški veleposlanik Simon Contarini v svojem poročilu leta 1612 omenja Kösem in jo prikazuje kot:
"[Ženska] lepote in pronicljivosti, poleg tega pa ... mnogih talentov, odlično poje, od koder jo kralj še vedno zelo ljubi ... Saj ne, da jo vsi spoštujejo, ampak jo poslušajo v nekaterih zadevah in je najljubši pri kralju, ki si jo želi ob sebi. "[5]
Contarini je leta 1612 poročal, da je sultan ukazal, da je treba žensko pretepati, ker je razdražila Kösema. Mogoče je bila Kösemova soproga Mahfiruz, mati Ahmedovega najstarejšega sina Osmana. [18] Kösem si je prizadevala tudi, da bi bil njen svak Mustafa varen pred usmrtitvijo in je Mahfiruza morda obravnaval kot tekmeca, ki namerava lobirati v korist lastnega sina. [18] Po navideznem izgonu Mahfiruza iz palače, verjetno sredi 1610-ih, sta se Kösem in Osman navdušila. Včasih mu je dovolila, da se ji je pridružil v vožnjah s kočijami, kjer se je pokazal množici, toda ko je to opazil Ahmed, je prepovedal kakršen koli pogovor med njima. [19]
Kösemov vpliv na sultana se je v nadaljevanju povečal